# 西塔特拉山

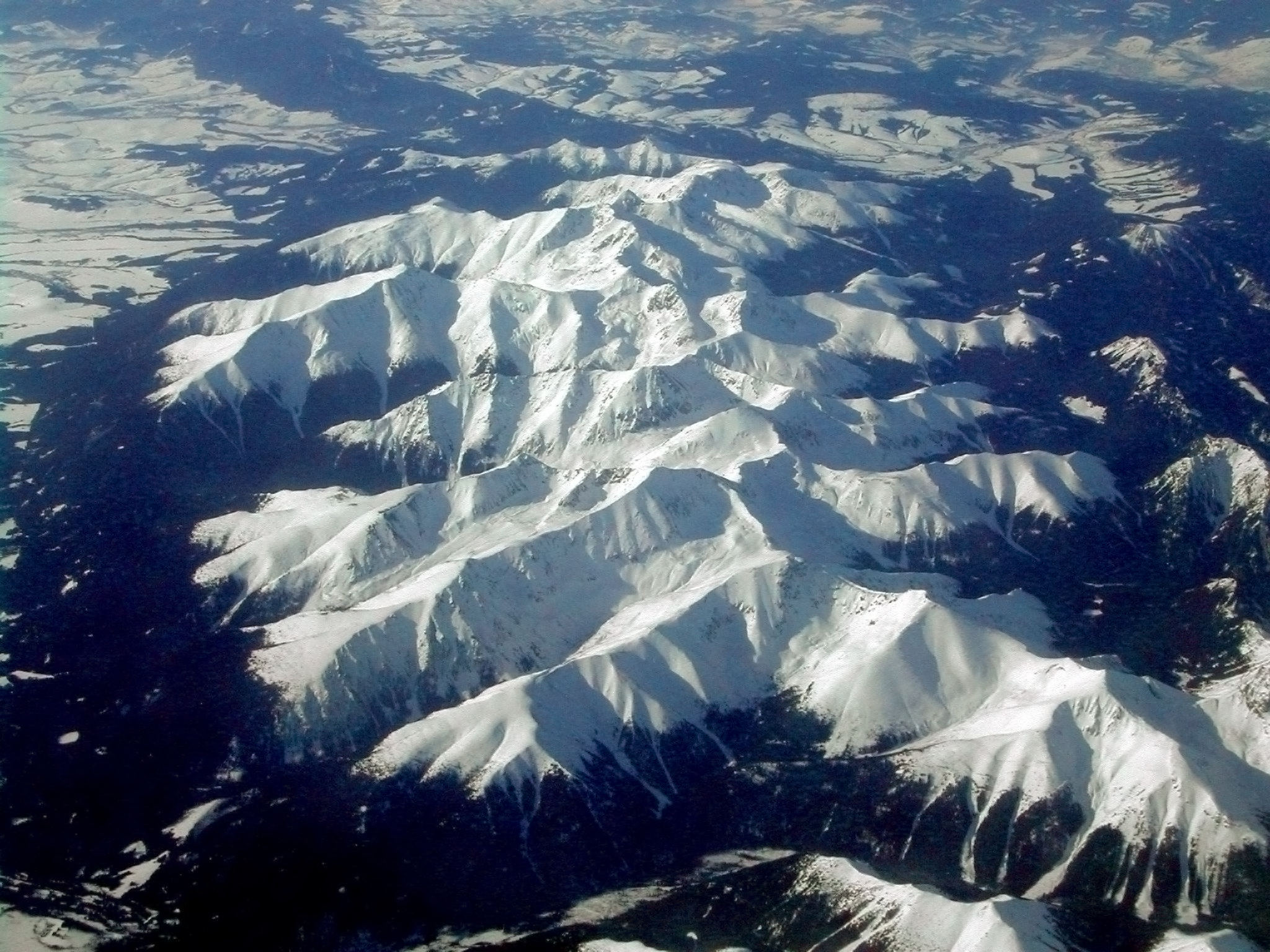

西塔特拉山是指塔特拉山脈西部的山地，位於波蘭和斯洛伐克國境。西塔特拉山長37公里，有31座高度超過2000米的山峰。西塔特拉山是斯洛伐克第二高的山區，最高峰比斯特拉山高2248米。

## 外部連結
- SummitPost.org: Western Tatras （页面存档备份，存于）